# Удружења ликовних уметника примењених уметности и дизајнера Војводине
 Удружења ликовних уметника примењених уметности и дизајнера Војводине (УПИДИВ) настало је 1964. године и најбројније је уметничко удружење у Војводини. УПИДИВ броји око 500 чланова. Циљеви Удружења су унапређење и развој професионалног ликовног стваралаштва из области примењених уметности и дизајна.
Развијање сарадње и унапређење рада и активности у области примењених уметности и дизајна са сродним организацијама у земљи и иностранству. Унапређење професионалног друштвеног положаја и заштита права самосталних уметника и материјалног положаја стваралаца и струке. Организовање професионалних ликовних уметника примењених уметности и дизајнера у циљу остваривања и заштите социјално – правног статуса самосталних уметника, истакнутих уметника и стручњака из делатности Удружења. Организовање ауторских, тематских, ретроспективних, јубиларних и других изложби и ликовних манифестација и акција у области примењене уметности и дизајна.

## Историја
1953. године Новосадски уметници примењених уметности први пут су у својој историји покушали да обједине своје снаге и да колективно заштите своје уметничке и друштвене интересе и циљеве. Те године и уметници у Србији оснивају своје Удружење (УЛУПУС) и примају уметнике са војвођанског подручја за своје чланове: Проф. Злата Марков-Барањи, Иван Болдижар, Ранко Павловић, Јосип Естер, Проф. арх. ент. Предраг Степанић, Станислава Церај-Јатић, Инг. арх. Михаљ Крижан, Павле Ружичка, Проф. Мирослав Креичик, Етелка Тоболка, Проф. Миодраг Миша Недељковић, Јелена Вандровска, Проф. Инг. арх. Ђорђе Табаковић, Катинка Евингер-Ковачевић, Душан Нонин и проф. Драгослава Анделковић-Хакер. Ових шеснаест уметника, примљених раније у УЛУПУС, на својој Оснивачкој скупштини, у просторијама Школе за примењене уметности у Новом Саду (у улици Петра Драпшина бр. 8) 25. маја 1957. године оснивају своју посебну Подружницу УЛУПУСА за Војводину.
1964. године Донета је одлука о оснивању Удружења ликовних уметника примењених уметности Војводине на Трећем Конгресу савеза ликовних уметника примењених уметности Југославије у Љубљани (27. марта –10. априла 1964)
5. новембра 1964. у Новом Саду основано Удружење ликовних уметника примењених уметности Војводине са 48 редових чланова, са статусом равноправног члана Савеза ликовних уметника примењених уметности Југославије. За првог Председника Удружења изабран је Миодраг Миша Недељковић.

## Председници
1. 1964 - 1967. Миодраг Недељковић
2. 1967 - 1969. Мирко Стојнић
3. 1970 - 1973. Ласло Капитањ
4. 1973 - 1975. Миодраг Недељковић
5. 1975 - 1977. Јован Лукић
6. 1978 - 1980. Јожеф Тођераш
7. 1981 - 1982. Дору Босиок
8. 1982 - 1983. Влајко Вукосав
9. 1983 - 1985. Бошко Шево
10. 1986 - 1989. Предраг Степанић
11. 1989 - 1993. Никола Стојановић Кокола
12. 1993 - 1997. Иван Карлаварис
13. 1997 - 1999. Мишо Николовски
14. 1999 - 2003. Александар Педовић
15. 2003 - 2005. Дејан Рапаић
16. 2005 - 2008. Мирослав Шилић
17. 2008 - 2010. Љубомир Максимов
18. 2010 - 2012. Дубравка Лазић
19. 2012 - 2013. Предраг Узелац
20. 2013 - 2015. Урош Недељковић
21. 2015 - 2016. Никола Стојановић
22. 2016 - 2018. Здравко Рајчетић
23. 2019 - 2021. Александар М. Лукић
24. 2021 - 2023. Ненад С. Лазић
25. 2023 - 2025. Здравко Рајчетић

## Облици деловања
Своје циљеве Удружење остварује спровођењем следећих задатака:
- Води евиденцију чланова који самостално обављају уметничку делатност у области примењене уметности и дизајна
- Удружење даје образложену оцену о испуњавању мерила и критеријума прописаних за упис у евидецију лица која самостално обављају уметничку делатност у области примењене уметности и дизајна.
- Информисање чланова у сврху сталног стручног усавршавања и сарадње
- Заступање чланова Удружења при закључивању уговора са трећим лицима и пружање помоћи у заштити моралних и материјалних ауторских права.
- Организовање издавачке делатности (монографије, каталози, плакати, стручни билтени) везани за делатност УПИДИВ-а.
- Организовање конгреса, симпозијума, предавања, семинара и курсева из области примењене уметности и дизајна
- Организовање евиденције и документационе службе за преглед и базу података за стручно изучавање примењене уметности и дизајна.
- Афирмисање делатности и стручног угледа чланова
- Подршка и учешће у друштвеним акцијама које доприносе остваривању уметничких и друштвено признатих вредности
- Пружање помоћи чланству у решавању питања радних простора – атељеа, као и стамбених проблема
- Давање мишљења и препорука о елаборатима, делима и ставовима свих друштвених чинилаца из области примењене уметности и дизајна, на захтев својих чланова или других институција и установа
- Обављање послова маркетинга за потребе УПИДИВ-а и његових чланова.
- Обављање и других послова у функцији остваривања циљева ради којих је Удружење основано, а у складу са позитивним законским прописима.

## Секције УПИДИВ-а
1. Архитектура и дизајн
- Архитектурa
- Пејзажна архитектурa
- Сценографија
- Дизајн ентеријера
- Индустријски дизајн

2. Визуелне комуникације и графички дизајн
- Графички дизајн
- Илустрацијa и анимација
- Стрип и карикатурa
- Фото дизајн
- Веб дизајн

3. Примењено сликарство и вајарство
- Декоративно сликарство
- Конзервацијa и рестаурацијa
- Примењено вајарство
- Уникатна керамика
- Декоративнa пластика

4. Костимографија и дизајн текстила
- Дизајн текстила
- Таписерија
- Костимографија
- Савремено одевање

5. Теорија ликовне – примењене уметности и дизајна
- Теорија ликовне – примењене уметности и дизајна

## Галерија Форма
УПИДИВ у оквиру свог простора располаже малом галеријом у којој се годишње реализује оквирно до двадесетак изложби.
- Галерија ФОРМА се налази у ул. Илије Огњановића бр. 3 у Новом Саду.

## Изложбе
* Бијенална изложба ФОРМА
Форме по годинама и месту одржавања:
- 1965. „Форма 1” (20. II - 7. III) - „Студио М”, Нови Сад
- 1966. „Форма 2” (26. II - 10. III) - „Галерија Културног центра Радивој Ћирпанов”, Нови Сад
- 1967. „Форма 3” (10. VI - 30. VI) - Галерија Савеза словачких примењених уметника - Братислава (ЧССР)
- 1971. „Форма 4” (17. IV - 5. V) - Галерија Матице српске, „Студио М” и Салон УПИДИВ-а истовремено са V Конгресом SPID V Конгресом SPID YU-а, Нови Сад
- 1974. „Форма 5” ( 21. X - 10.XI) - Основна школа „Ђорђе Натошевић”, Нови Сад
- 1977. „Форма 6” (20. X - 25. XI) - „Студио М”, Нови Сад
- 1979. „Форма 7” (26. X - 25. XI) - Галерија „Лазар Возаревић”, Сремска Митровица
- 1981. „Форма 8” (16. XI - 26. XI) - СПЦ „ Војводина”, Нови Сад
- 1983. „Форма 9” (14. XI - 26. XI) - СП Ц „Војводина”, Нови Сад
- 1985. „Форма 10” (14. XII - 28.XII) - СПЦ „Војводина”, Нови Сад
- 1989. „Форма 11” (3 . XI - 24. XI) - Српско Народно Позориште, Нови Сад
- 1991. „Форма 12” (5. X - 5. XI) - Музеј Војводине, Нови Сад
- 1994. „Форма 13” (4. XI - 23. XI) - СПЦ Војводина, Нови Сад
- 1996. „Форма 14” (4. X - 30. XI) - Српско народно позориште, Нови Сад; „Ликовни сусрет”, Суботица; Градски музеј, Кикинда, галерија „Лазар Возаревић”, Сремска Митровица
- 1998. „Форма 15” (10. XII - 25. XII) - СПЦ „Војводина”, Нови Сад; „ Ликовни сусрет”, Суботица
- 2000. „Форма 16” (3. X - 20. X) - СПЦ “Војводина”, Нови Сад; Народни музеј, Кикинда; галерија , „ Ликовни сусрет”, Суботица; Галерија ликовних умјетности Републике Српске, Бања Лука, Република Српска
- 2002. „Форма 17” (24. X - 8. XI) - Музеј Војводине, Нови Сад (21. I - 21.II); „Ликовни сусрет”, Суботица
- 2004. „Форма 18” (4. XI - 14. XI) - Музеј Војводине, Нови Сад
- 2006. „Форма 19” (Новембар) - Музеј Војводине, Нови Сад
- 2009. „Форма 20” (16. I - 31. I) - Музеј Војводине, Нови Сад
- 2011. „Форма 21” (28. IV - 15. V) - Музеј Војводине, Нови Сад
- 2014. „Форма 22” (2. XII - 10. XII) - Извршно веће Војводине, Нови Сад
- 2019. „Форма 23” (10. XI - 20. XI) - Архив Војводине, Нови Сад
- 2021. „Форма 24” (9. XI - 25. XI) - Архив Војводине, Нови Сад
- 2023. „Форма 25” (20. XI - 29. XI) - Галерија Академије уметности, Нови Сад

* Бијенална изложба ”Јесења изложба УПИДИВ-а”
- 2020. „Јесења изложба УПИДИВ-а” (9. XI - 27. XI) - Архив Војводине, Нови Сад
- 2022. „Јесења изложба УПИДИВ-а ” (29. XI - 23. XII) - Архив Војводине, Нови Сад
- 2024. „Јесењи салон УПИДИВ-а ” (9. IX - 20. IX) - Галерија Академије Уметности, Нови Сад

* Самосталне изложбе чланова
* Гостујуће изложбе

## Награде које удружење додељује
- Велика златна форма,
- Златно форма,
- Диплома форма,
- Похвала форма
- Награда за животно дело
- Награда за доприносе у струци
- Награда за младе таленете

## Чланство у међународним организацијама
Удружење је колективни члан сродних међународних струковних организација ICSID International Council of Societtes of Industrial Design, ICOGRADA International Council of Graphic Design Associations, WCC World Craft Council, AIC Academie International de la Ceramique Geneve.